# Honey Brook, Pennsylvania
Honey Brook là một thị trấn thuộc quận Chester, tiểu bang Pennsylvania, Hoa Kỳ. Năm 2010, dân số của thị trấn này là 1713 người.